# Král komiků (film)
Regele comediei (în cehă Král komiků, cu sensul de Regele comedianților) este un film ceh de lungmetraj de comedie montat din 1963, în care sunt montate douăsprezece filme de comedie cu Vlasta Burian. A avut premiera la 27 decembrie 1963 și a fost regizat de Rudolf Jaroš și Vladimír Sís.

## Prezentare
Jiří Štuchal îl interpretează pe Vlasta Burian în mai multe emisiuni populare. După o reprezentație, începe să-l vadă pe celebrul comedian oriunde se uită. Își anulează angajamentele și pleacă în vacanță, dar chiar și așa îl întâlnește pe Burian și începe să viseze părți din filmele sale celebre de comedie. După ce ajunge la destinație într-o gară mică, Štuchal pare să fi scăpat deoarece Burian îi face semn de rămas bun din trenul care pleacă.  Filmul conține cele mai bune cadre din filmele: C. a k. polní maršálek⁠(d), Lelíček ve službách Sherlocka Holmese (Lelíček în slujba lui Sherlock Holmes), Funebrák⁠(d), Pobočník Jeho Výsosti, U snědeného krámu, Hrdinný kapitán Korkorán, Hrdina jedné noci, Tři vejce do skla, U pokladny stál..., Když Burian prášil / Baron Prášil, Přednosta stanice și Provdám svou ženu.
Notă: Este al treilea film montat cu Vlasta Burian. Filmul a fost creat din același motiv ca și primul. Král komiků a fost produs abia după moartea lui Vlasta Burian.

## Distribuție
- Vlasta Burian (rol: compilare a celor mai bune roluri ale sale din arhivă)
- Jiří Štuchal⁠(d) (actor și sosia lui Vlasta Buriana)
- Miloš Patočka (voce)

## Informații despre producție
- Tema și scenariul: Myrtil Frída, Rudolf Jaroš, Vladimír Sís
- An apariție: 1963
- Tip de film: montaj, documentar, comedie
- Filmat în: studio